# Whispering Hills
Whispering Hills är en ort i Kanada.   Den ligger i provinsen Alberta, i den centrala delen av landet, 2 900 km väster om huvudstaden Ottawa. Whispering Hills ligger 574 meter över havet och antalet invånare är 108.
Terrängen runt Whispering Hills är huvudsakligen platt. Whispering Hills ligger nere i en dal. Runt Whispering Hills är det glesbefolkat, med 8 invånare per kvadratkilometer.. Närmaste större samhälle är Athabasca, 18,0 km öster om Whispering Hills. 
Omgivningarna runt Whispering Hills är en mosaik av jordbruksmark och naturlig växtlighet.